# Fritz Jean
Florence Duperval Guillaume (nascido em 1956) é um notável economista, escritor e político haitiano que atuou como governador do Banco da República do Haiti de 1998 a 2001. Desde 2012, é o presidente da Câmara de Comércio, Indústria e Profissões do Nordeste, e faz parte do aniversário de cem anos da ocupação do Haiti pelos Estados Unidos.

## Juventude e educação
Fritz nasceu no Cabo Haitiano no ano de 1956. Ele é originário da comunidade vizinha de Sainte-Suzanne, Nordeste, onde passou muitos verões da infância e com a qual mantém laços fortes entre amigos e familiares. Fritz Jean estudou economia e matemática na Universidade Fordham e na Nova Escola de Pesquisa Social da cidade de Nova Iorque, Estados Unidos, antes de voltar ao Haiti para prosseguir sua carreira profissional.

## Vida profissional
Jean passou vários anos (1987—91) na Universidade do Estado do Haiti (UEH) em Porto Príncipe como professor e consultor; durante essa época também foi consultor em várias consultorias econômicas nos setores públicos e privados. Anos depois, em 1996, foi nomeado vice-governador do Banco da República do Haiti, cargo que ocupou por dois anos. Foi nomeado governador do banco central do Haiti pelo presidente René Préval em fevereiro de 1998, permanecendo no cargo até agosto de 2001.
Mais tarde, entre 2005 e 2009, foi reitor da Faculdade de Ciências Sociais, Economia e Ciência Política da Universidade Notre Dame do Haiti. Apaixonado pelo futuro da juventude haitiana, Jean também atuou como presidente da Associação Cristã da Mocidade (Haiti) de 2007 a 2010.
Fritz Jean é sócio-fundador da bolsa de valores do Haiti. No dia 25 de fevereiro de 2016, Jean foi indicado como primeiro-ministro interino.
Em 20 de março de 2016, a câmara baixa da Câmara dos Deputados do Parlamento haitiano rejeitou a ideia política de Fritz Jean. Ele não recebeu o voto de confiança da maioria dos deputados.
No dia seguinte, o Enex Jean-Charles foi escolhido para substituir Fritz Jean como o novo primeiro-ministro.

## Publicações de livros
1. "Haiti – o fim de uma história econômica" (título original em francês: "Haïti – la fin d'une histoire économique") é um resumo econômico e histórico do Haiti publicado em 2013, vendido e distribuído no Haiti.
2. "Ametista – feridas abertas" (título original em francês: "Améthys – Plaies Ouvertes") é o primeiro romance de Jean, escrito na língua francesa, que acompanha as aventuras de um jovem rapaz que vive no Cabo Haitiano.